# Polybetes
Polybetes is een geslacht van spinnen uit de  familie van de Sparassidae (jachtkrabspinnen).

## Soorten
- Polybetes delfini Simon, 1904
- Polybetes germaini Simon, 1897
- Polybetes martius (Nicolet, 1849)
- Polybetes obnuptus Simon, 1897
- Polybetes pallidus Mello-Leitão, 1941
- Polybetes parvus (Järvi, 1914)
- Polybetes proximus Mello-Leitão, 1943
- Polybetes punctulatus Mello-Leitão, 1944
- Polybetes pythagoricus (Holmberg, 1875)
- Polybetes quadrifoveatus (Järvi, 1914)
- Polybetes rapidus (Keyserling, 1880)
- Polybetes rubrosignatus Mello-Leitão, 1943
- Polybetes trifoveatus (Järvi, 1914)